# Lista de jogos eletrônicos da Sonic Team
Esta é uma lista de jogos eletrônicos desenvolvidos pela Sonic Team.

## Lista de jogos

### Sega Genesis
- Sonic the Hedgehog (1991)
- Sonic the Hedgehog 2 (1992)
- Sonic the Hedgehog 3 (1994)
- Sonic & Knuckles (1994)
- Ristar (1995)
- Sonic 3D Blast (1996) (Em cooperação com a Traveller's Tales)

### Sega CD
- Sonic the Hedgehog CD (1993)

### 32X
- Knuckles Chaotix (1995)

### Sega Saturn
- Nights into Dreams... (1996)
- Sonic 3D Blast (1996) (Em cooperação com a Traveller's Tales)
- Sonic Jam (1997)
- Sonic R (1997) (Em cooperação com a Traveller's Tales)
- Burning Rangers (1998)

### Neo Geo Pocket Color
- Sonic the Hedgehog: Pocket Adventure (1999) (Em cooperação com a SNK)

### Dreamcast
- Sonic Adventure (1998)
- Chu Chu Rocket! (1999)
- Samba de Amigo (2000)
- Phantasy Star Online (2000)
- Sonic Adventure 2 (2001)
- Puyo Pop Fever (2004)

### Game Boy Advance
- ChuChu Rocket! (2001)
- Sonic Advance (2002) (Em cooperação com a Dimps)
- Sonic Advance 2 (2003) (Em cooperação com a Dimps)
- Sonic Pinball Party (2003)
- Sonic Advance 3 (2004) (Em cooperação com a Dimps)
- Sonic Battle (2004)
- Sonic the Hedgehog Genesis (2006)

### PlayStation 2
- Sonic Heroes (2003)
- Sonic Mega Collection Plus (2004)
- Astro Boy (2004)
- Puyo Pop Fever (2004)
- Sega Superstars (2004)
- Puyo Puyo Fever 2 (2005)
- Shadow the Hedgehog (2005)
- Sonic Gems Collection (2005)
- Phantasy Star Universe (2006)
- Sonic Riders (2006)
- Puyo Puyo! 15th Anniversary (2007)
- Sonic Riders: Zero Gravity (2008)
- Sonic Unleashed (2008) (Em cooperação com a Dimps)

### GameCube
- Sonic Adventure 2: Battle (2002)
- Phantasy Star Online Episode I & II (2002)
- Sonic Mega Collection (2002)
- Billy Hatcher and the Giant Egg (2003)
- Phantasy Star Online Episode III: C.A.R.D. Revolution (2003)
- Sonic Adventure DX: Director's Cut (2003)
- Sonic Heroes (2003)
- Puyo Pop Fever (2004)
- Shadow the Hedgehog (2005)
- Sonic Gems Collection (2005)

### Xbox
- Phantasy Star Online Episode I & II (2002)
- Sonic Heroes (2003)
- Puyo Pop Fever (2004)
- Sonic Mega Collection Plus (2004)
- Shadow the Hedgehog (2005)
- Sonic Riders (2006)

### Nintendo DS
- Feel the Magic: XY/XX (2004)
- Puyo Pop Fever (2004)
- The Rub Rabbits! (2005)
- Sonic Rush (2005) (Em cooperação com a Dimps)
- Puyo Puyo Fever 2 (2005)
- Puyo Puyo! 15th Anniversary (2006)
- Onsei Kanjou Sokuteiki: Kokoro Scan (2007)
- Sonic Rush Adventure (2007) (Em cooperação com a Dimps)
- Phantasy Star 0 (2008)
- Sonic Colors (2010) (Cooperação com a Dimps)

### PlayStation Portable
- Puyo Pop Fever (2004)
- Jukugon (2006)
- Puyo Puyo! 15th Anniversary (2007)
- Phantasy Star Portable (2008) (Em cooperação com o Sistema Alfa)

### Wii
- Sonic and the Secret Rings (2007)
- NiGHTS: Journey of Dreams (2007)
- Puyo Puyo! 15th Anniversary (2007)
- Sonic Riders: Zero Gravity (2008)
- Sonic Unleashed (2008) (Em cooperação com a Dimps)
- Sonic and the Black Knight (2009)
- Puyo Puyo 7 (2009)
- Sonic the Hedgehog 4: Episode I (2010) (Em cooperação com a Dimps)
- Sonic Colors (2010)
- Puyo Puyo!! 20th Anniversary (2011)

### Xbox 360
- Phantasy Star Universe (2006)
- Sonic the Hedgehog (2006)
- Sonic Unleashed (2008)
- Sonic Free Riders (2010)
- Sonic the Hedgehog 4: Episode I (2010) (Em cooperação com a Dimps)
- Sonic Generations (2011)
- Sonic the Hedgehog 4: Episode II (2012) (Em cooperação com a Dimps)

### PlayStation 3
- Sonic the Hedgehog (2006)
- Sonic Unleashed (2008)
- Sonic the Hedgehog 4: Episode I (2010) (Em cooperação com a Dimps)
- Sonic Generations (2011)
- Sonic the Hedgehog 4: Episode II (2012) (Em cooperação com a Dimps)
- Puyo Puyo Tetris (2014)

### Nintendo 3DS
- Puyo Puyo!! 20th Anniversary (2011)
- Sonic Generations (2011) (Em cooperação com a Dimps)
- Sonic Lost World (2013) (Em cooperação com a Dimps)
- Puyo Puyo Tetris (2014)
- Sonic Boom: Shattered Crystal (2014) (Em cooperação com a Sanzaru Games)

### PlayStation Vita
- Puyo Puyo Tetris (2014)

### Wii U
- Sonic Lost World (2013)
- Mario & Sonic at the Sochi 2014 Olympic Winter Games (2014) (Em cooperação com a Sega Sports R&D)
- Puyo Puyo Tetris (2014)
- Sonic Boom: Rise of Lyric (2014) (Em cooperação com a Big Red Button)

### Ouya
- Sonic the Hedgehog 4: Episode II (2013) (Em cooperação com a Dimps)

### Xbox One
- Puyo Puyo Tetris (2014)
- Sonic Mania (2017) (Em cooperação com a Christian Whitehead, PagodaWest Games e Headcannon)
- Sonic Forces (2017)
- Sonic Mania Plus (2018) (Em cooperação com a Christian Whitehead, PagodaWest Games, Headcannon e Hyperkinetic Studios)
- Sonic Origins (2022) (Em cooperação com a Christian Whitehead e Headcannon)
- Sonic Frontiers (2022)
- Sonic Origins Plus (2023) (Em cooperação com a Christian Whitehead e Headcannon)
- Sonic Superstars (2023) (Em cooperação com a Arzest)

### PlayStation 4
- Puyo Puyo Tetris (2014)
- Sonic Mania (2017) (Em cooperação com a Christian Whitehead, PagodaWest Games e Headcannon)
- Sonic Forces (2017)
- Sonic Mania Plus (2018) (Em cooperação com a Christian Whitehead, PagodaWest Games, Headcannon e Hyperkinetic Studios)
- Sonic Origins (2022) (Em cooperação com a Christian Whitehead e Headcannon)
- Sonic Frontiers (2022)
- Sonic Origins Plus (2023) (Em cooperação com a Christian Whitehead e Headcannon)
- Sonic Superstars (2023) (Em cooperação com a Arzest)

### Microsoft Windows
- Sonic Adventure DX: Director's Cut (2003)
- Phantasy Star Online (2001)
- Puyo Pop Fever (2004)
- Phantasy Star Online Episode IV: Blue Burst (2005)
- Phantasy Star Universe (2006)
- Sonic Generations (2011)
- Sonic the Hedgehog 4: Episode I (2012) (Em cooperação com a Dimps)
- Sonic the Hedgehog 4: Episode II (2012) (Em cooperação com a Dimps)
- Sonic Lost World (2015)
- Sonic Forces (2017)
- Sonic Mania (2017) (Em cooperação com a Christian Whitehead, PagodaWest Games e Headcannon)
- Puyo Puyo Tetris (2018) (Em cooperação com a Bitbaboon)
- Sonic Mania Plus (2018) (Em cooperação com a Christian Whitehead, PagodaWest Games, Headcannon e Hyperkinetic Studios)
- Sonic Origins (2022) (Em cooperação com a Christian Whitehead e Headcannon)
- Sonic Frontiers (2022)
- Sonic Origins Plus (2023) (Em cooperação com a Christian Whitehead e Headcannon)
- Sonic Superstars (2023) (Em cooperação com a Arzest)

### Nintendo Switch
- Puyo Puyo Tetris (2017) [1]
- Sonic Mania (2017) (Em cooperação com a Christian Whitehead, Tantalus Media, PagodaWest Games e Headcannon)
- Sonic Forces (2017)
- Sonic Mania Plus (2018) (Em cooperação com a Christian Whitehead, Tantalus Media, PagodaWest Games, Headcannon e Hyperkinetic Studios)
- Sonic Origins (2022) (Em cooperação com a Christian Whitehead e Headcannon)
- Sonic Frontiers (2022)
- Sonic Origins Plus (2023) (Em cooperação com a Christian Whitehead e Headcannon)
- Sonic Superstars (2023) (Em cooperação com a Arzest)

### Móveis
- Sonic Cafe (2000)
- Sonic Runners (2015)

### iOS
- Sonic the Hedgehog 4: Episode I (2010) (Em cooperação com a Dimps)
- Sonic the Hedgehog 4: Episode II (2012) (Em cooperação com a Dimps)
- Sonic Runners (2015)

### Android
- Sonic the Hedgehog 4: Episode I (2012) (Em cooperação com a Dimps)
- Sonic the Hedgehog 4: Episode II (2012) (Em cooperação com a Dimps)
- Sonic Runners (2015)

### Windows Phone
- Sonic the Hedgehog 4: Episode I (2011) (Em cooperação com a Dimps)

### BlackBerry Tablet OS
- Sonic the Hedgehog 4: Episode I (2012) (Em cooperação com a Dimps)

### Shield Portable
- Sonic the Hedgehog 4: Episode II (2013) (Em cooperação com a Dimps)

### Shield Android TV
- Sonic the Hedgehog 4: Episode II (2013) (Em cooperação com a Dimps)

### PlayStation 5
- Sonic Origins (2022) (Em cooperação com a Christian Whitehead e Headcannon)
- Sonic Frontiers (2022)
- Sonic Origins Plus (2023) (Em cooperação com a Christian Whitehead e Headcannon)
- Sonic Superstars (2023) (Em cooperação com a Arzest)

### Xbox Series X/S
- Sonic Origins (2022) (Em cooperação com a Christian Whitehead e Headcannon)
- Sonic Frontiers (2022)
- Sonic Origins Plus (2023) (Em cooperação com a Christian Whitehead e Headcannon)
- Sonic Superstars (2023) (Em cooperação com a Arzest)